# Umorismo nero

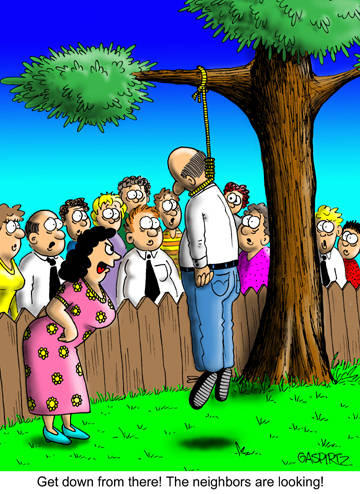
"Scendi da lì! I vicini stanno guardando!"

L'espressione umorismo nero o commedia nera (in inglese black humor o black comedy) si riferisce a un sottogenere dell'umorismo che tratta di eventi o argomenti generalmente considerati molto seri o addirittura tabù, come la guerra, la morte, la violenza, la religione, la malattia, la disabilità, la diversità culturale, e diversi ambiti criminali o para-criminali come il terrorismo, l'omicidio, la violenza sessuale o la droga.
Sebbene l'umorismo nero possa apparire fine a sé stesso e avere l'unico scopo di causare l'ilarità attraverso la violazione di regole non scritte di buon gusto, esso è usato in letteratura e in altri campi, con l'intento di spingere l'ascoltatore a ragionare in modo serio su temi difficili.
L'umorismo nero si differenzia dal genere della blue comedy, che si concentra più su argomenti grezzi e volgari, come la nudità, il sesso e i fluidi corporei. Anche se i due generi sono interdipendenti, l'umorismo nero si differenzia dalla semplice oscenità in quanto è più sottile e non ha necessariamente l'intenzione esplicita di offendere delle persone. Nell'umorismo osceno, gran parte dell'elemento umoristico proviene da shock e repulsione, mentre la commedia nera include elementi di ironia e di fatalismo.
Fra gli scrittori che si sono distinti per l'uso dell'umorismo nero, si possono citare fra gli altri Mark Twain (famosa la battuta "Le voci sulla mia morte sono oltremodo esagerate"), Voltaire, Jonathan Swift, Kurt Vonnegut, William Faulkner, Ambrose Bierce, Luigi Pirandello, Thomas Pynchon, George Bernard Shaw. Al di fuori della letteratura esempi noti di umorismo nero sono le opere televisive e cinematografiche dei Monty Python.

## Origine della locuzione
La locuzione umorismo nero è stata coniata dal teorico del surrealismo André Breton nel 1935 (francese: humour noir), per indicare un sottogenere della commedia e della satira nel quale l'umorismo nasce dal cinismo e dallo scetticismo, spesso in riferimento ad argomenti come la morte.
Breton coniò la locuzione per il suo libro Antologia dello humour nero, in cui accreditò Jonathan Swift come il creatore dell'umorismo nero e del gallows humor. Oltre ai brani di Swift, il libro contiene anche brani di 45 altri scrittori; tra questi Breton incluse sia esempi in cui l'umorismo nasce da una vittima con la quale il pubblico si immedesima (come sarebbe più tipico per il genere del gallows humor), sia esempi in cui la commedia viene impostata sulla derisione della vittima, la cui sofferenza viene banalizzata e porta a simpatizzare con il carnefice - è ciò che avviene ad esempio nei racconti del Marchese de Sade, dove spesso la vittima è mostrata essere poco simpatica o attraente per il lettore. L'umorismo nero è legato al genere del grottesco.
Breton identificò Swift come il creatore dell'umorismo nero e del gallows humor particolarmente per le sue opere Una modesta proposta (1729), Directions to Servants (1731), A Meditation Upon a Broom-Stick (1710) e per alcuni suoi aforismi.
Talvolta vengono usate anche la locuzione humour nero e le inglesi black comedy e dark comedy, le ultime due entrambe traducibili, oltre che come "comicità nera", anche come "commedia nera", di cui è un notevole esempio Il mercante di Venezia di William Shakespeare.

## Il concetto di umorismo nero negli Stati Uniti
Il concetto di umorismo nero fu importato negli Stati Uniti da Bruce Jay Friedman grazie alla sua antologia intitolata Black Humor. In essa Friedman include sotto il genere dell'umorismo nero autori e opere molto diversi. La sua etichettatura venne alla ribalta negli anni 1950 e 1960.
Nel 1965 è stato pubblicato un libro tascabile per il mercato di massa intitolato Black Humor. Questo contiene il lavoro di una miriade di autori, sia americani che europei, che comprendono J. P. Donleavy, Edward Albee, Joseph Heller, Thomas Pynchon, John Barth, Vladimir Nabokov, Bruce Jay Friedman stesso, e Louis-Ferdinand Céline. Il libro fu una delle prime antologie americane dedicate al concetto di umorismo nero come genere letterario; la sua pubblicazione suscitò un vasto interesse nazionale nei confronti dell'umorismo nero. Tra gli scrittori etichettati come umoristi neri da giornalisti e critici letterari vi sono Roald Dahl, Thomas Pynchon, Kurt Vonnegut, Warren Zevon, John Barth, Joseph Heller e Philip Roth. Il motivo per applicare l'etichetta di umorista nero per tutti gli scrittori sopra citati è che hanno scritto romanzi, poesie, racconti, opere teatrali e canzoni in cui eventi profondi e terribili vengono ritratti in maniera comica.
I comici che fino ai tardi anni cinquanta erano etichettati sotto il genere della sick comedy ("comicità malata") dai giornalisti principali, come nel caso di Lenny Bruce, sono stati inclusi anch'essi nel genere commedia nera. Dopo Lenny Bruce, altri che sono stati inclusi in quel genere sono stati: Sam Kinison, Richard Pryor, George Carlin, Bill Hicks, Jimmy Carr, Frankie Boyle, Chris Morris, i Monty Python, Louis C.K., Christopher Titus, Daniel Tosh, Doug Stanhope, Jeff Dunham, Dane Cook, Ricky Gervais e Anthony Jeselnik.

## Nel cinema
Essendo il black humor una tipica caratteristica britannica, è all'interno di questo cinema che troviamo il prototipo della black comedy, La signora omicidi di Alexander Mackendrick. Altro fulgido esempio del genere è Il caro estinto di Tony Richardson. Anche Stanley Kubrick, una volta trasferitosi in Inghilterra, si cimentò nel genere con Il dottor Stranamore. Un capolavoro dell'umorismo nero nel cinema è rappresentato dalla scena finale del film Brian di Nazareth dei Monty Python, in cui Brian ed altri condannati a morte per crocifissione cantano e fischiano un'allegra melodia centrata intorno alla morte, intitolata Always Look on the Bright Side of Life ("Guarda sempre il lato positivo della vita"); altri film recenti del genere sono Svegliati Ned di Kirk Jones, La famiglia omicidi di Niall Johnson e Funeral Party di Frank Oz.
Sul versante americano vanno assolutamente citati come capostipiti Arsenico e vecchi merletti di Frank Capra e il cinema di Billy Wilder, i cui film, non solo le commedie, sono costellati di humor nero. In tempi più recenti, a parte la commediola adolescenziale Weekend con il morto di Ted Kotcheff, un tipico esempio di humor nero è rappresentato da L'onore dei Prizzi o da registi come Danny DeVito con Getta la mamma dal treno e La guerra dei Roses, il John Waters degli anni '90 con La signora ammazzatutti e ancora David Mamet con La casa dei giochi e Le cose cambiano, tra i massimi rappresentanti del genere. Non vanno altresì dimenticate alcune opere di Robert Altman quali M*A*S*H e I Protagonisti.
Altri registi che hanno realizzato molte opere classificabili come humor nero sono Luis Buñuel e Marco Ferreri, mentre in tempi più recenti va segnalato Álex de la Iglesia.

## Nella televisione
Un esempio di sitcom che è anche incentrata sull'umorismo nero è la serie televisiva M*A*S*H, che, come la versione cinematografica che l'ha ispirata, considera la Guerra di Corea come un soggetto da commedia nera; ad esempio, vengono deliberatamente inserite delle risate preregistrate durante le sequenze sulla sala operatoria e molti degli episodi evidenziano l'assurdità di molte situazioni di combattimento, anche in sequenze in cui i personaggi sono sotto fuoco ostile.
La serie televisiva Wilfred, sia nella versione australiana che in quella statunitense, è un altro esempio di umorismo nero. In entrambe le versioni il protagonista sta combattendo una forma di malattia mentale (presumibilmente schizofrenia), tema serio, e tuttavia in tale condizione comunica comicamente con un cane che immagina nella sua mente e che nessun altro può ascoltare.
Louie, serie scritta, diretta, curata da e con protagonista Louis C.K., è diventato uno degli esempi televisivi di umorismo nero più acclamati dalla critica. Lo show trae gran parte del suo umorismo da situazioni scomode, come quelle in cui Louie interagisce con donne emotivamente instabili o sconosciuti malevoli. In un episodio in particolare, Louie acquista un cane solo per vederlo morire subito dopo l'arrivo a casa sua.
Esempi di umorismo nero si trovano nelle serie I Griffin, South Park, I Simpson, Happy Tree Friends, Rick and Morty, BoJack Horseman, Big Mouth, Una serie di sfortunati eventi, Wilfred e nel personaggio del dr. Gregory House, della serie Dr. House - Medical Division.